# Красная книга Волгоградской области
Красная книга Волгоградской области — официальный документ, содержащий информацию о распространении, состоянии и мерах охраны редких и находящихся под угрозой исчезновения видов животных, растений и других организмов, обитающих на территории области, а также нормативные правовые акты, определяющие порядок использования и охраны объектов животного и растительного мира, составляющих предмет действия Красной книги.
Красная книга Волгоградской области утверждена постановлением Главы Администрации Волгоградской области и ведётся в соответствии с Федеральными законами от 24 апреля 1995 г. N 52-ФЗ «О животном мире», от 10 января 2002 г. N 7-ФЗ «Об охране окружающей среды», от 20 декабря 2004 г. N 166-ФЗ «О рыболовстве и сохранении водных биологических ресурсов», от 24 июля 2009 г. N 209-ФЗ «Об охоте и о сохранении охотничьих ресурсов и о внесении изменений в отдельные законодательные акты Российской Федерации» и постановлением Правительства Российской Федерации от 19 февраля 1996 г. N 158 «О Красной книге Российской Федерации».
Порядок ведения Красной книги Волгоградской области определяются нормативными правовыми актами Главы Администрации Волгоградской области.
Комитет охраны окружающей среды и природопользования Волгоградской области является уполномоченным органом по организации ведения и издания Красной книги, а также по подготовке и распространению перечней объектов животного и растительного мира, занесённых в Красную книгу Волгоградской области и исключенных из неё (с изменениями и дополнениями), которые являются её составной частью.
Решение о занесении в Красную книгу Волгоградской области (исключении из неё), а также об изменении категории статуса редкости того или иного объекта животного или растительного мира по представлению комиссии по редким и находящимся под угрозой исчезновения видам животных, растений и других организмов принимается уполномоченным органом.
Комиссия по редким и находящимся под угрозой исчезновения видам животных, растений и других организмов состоит из председателя, заместителя председателя, секретаря и членов Комиссии, объединённых в секции по объектам животного и растительного мира. Каждая секция имеет своего руководителя и секретаря. Членами Комиссии являются представители Комитета, органов исполнительной власти Волгоградской области, организаций из числа научных учреждений, высших учебных заведений, профессиональных общественных организаций, связанных по характеру своей деятельности с изучением объектов животного и растительного мира.
Региональный генетический банк редких и находящихся под угрозой исчезновения видов растений учреждён приказом комитета природных ресурсов и охраны окружающей среды администрации Волгоградской области от 09.11.2010 № 723/01. Генетический банк является местом сохранения вне природной среды видов и популяций растений, занесенных в Красную книгу Волгоградской области, а также растений включенных в перечень мониторинга на территории области. Ответственность за ведение регионального генетического банка возложена на «Волгоградский региональный ботанический сад». «Волгоградский региональный ботанический сад» подведомствен Комитету природных ресурсов и охраны окружающей среды Администрации Волгоградской области. Генетический банк включает: полевой банк, банк семян, банк культур тканей, банк образцов ДНК.
Разрешение на добычу (изъятие из природной среды) животных или растений занесённых в Красную книгу Волгоградской области (кроме водных биологических ресурсов) выдаётся в соответствии с регламентом утверждённым приказом комитета охраны окружающей среды и природопользования Волгоградской области. Прошения о разрешении на добычу рассматриваются специально созданной комитетом комиссией.

## История
1992
- Выпущено в свет издание «Красная книга: Редкие и охраняемые растения и животные Волгоградской области» не имеющее юридической силы.

1998
- Группа специалистов Центра по изучению и сохранению биоразнообразия подготовила первый вариант Красной книги Волгоградской области (животные), но из за финансовых трудностей, он не был издан[5].

2000
- Был подготовлен к печати второй вариант Красной книги Волгоградской области (животные)[5].

2004
- Красная книга Волгоградской области учреждена постановлением Главы Администрации Волгоградской области от 13 октября 2004 года № 981 «О Красной книге Волгоградской области».
- Издана Красная книга Волгоградской области (том 1. Животные).

2006
- Издана Красная книга Волгоградской области (том 2. Растения и грибы).

2010
- Приказом комитета охраны окружающей среды и природопользования Волгоградской области от 14 декабря 2010 г. N 820/01 утверждено положение о комиссии по редким и находящимся под угрозой исчезновения видам животных, растений и других организмов.
- Приказом комитета охраны окружающей среды и природопользования Волгоградской области от 14 декабря 2010 года № 824/01 утверждены перечни видов животных, растений и других организмов, занесённых в Красную книгу Волгоградской области, а также перечни видов животных, растений и других организмов, являющихся объектами мониторинга на территории Волгоградской области.
- Изменены категории статуса редкости следующих видов: лук индерский, кузиния астраханская, наголоватка меловая, клоповник Мейера, левкой душистый, иссоп меловой, гладиолус тонкий, брандушка разноцветная[6].
- Включены в перечень видов растений и грибов, занесенных в Красную книгу Волгоградской области: эремурус замечательный, климациум древовидный, гроздовник многораздельный, звездовник сводчатый[6].
- В перечень видов животных, занесённых в Красную книгу Волгоградской области включён малый лебедь[6].
- В природных парках региона в 2010 году мониторингом охвачено 95 видов животных и 91 вид растений, занесённых в Красную книгу Волгоградской области информация о которых внесена в единую базу данных[6].
- Генетический банк семян составляет 218 видов, из них 109, — занесенных в Красную книгу РФ, и 37 видов — в Красную книгу Волгоградской области[6].

2011
- Выпущена электронная интерактивная версия Красной книги Волгоградской области[7][8].
- Комитетом охраны окружающей среды и природопользования Волгоградской области разработан и утверждён административный регламент по предоставлению государственной услуги по выдаче разрешений на добычу объектов животного мира, занесённых в Красную книгу Волгоградской области, за исключением водных биологических ресурсов, а также разрешений на добывание объектов растительного мира, занесенных в Красную книгу Волгоградской области, за исключением водных биологических ресурсов[7].
- Комитетом охраны окружающей среды и природопользования Волгоградской области определён «Порядок ведения государственного учёта редких и находящихся под угрозой исчезновения видов животных, растений и других организмов, занесенных в Красную книгу Волгоградской области»[7].
- Проведён мониторинг некоторых видов животных и растений занесённых в Красную книгу Волгоградской области[7].
- Изданы методические рекомендации по проведению мероприятий, направленных на сохранение территорий гнездования дрофы и стрепета, буклеты «Журавль-красавка» и «Серый журавль».
- Генетический банк семян ГБУ ВО «ВРБС» за 2011 год пополнился на 128 наименований и составляет 1167 образцов, в их числе 18 новых для генетического банка редких видов растений (всего генетический банк семян редких видов растений составляет — 523 вида). Получены предварительные результаты по изучению семенного размножения 35 редких видов растений, включённых в Красную книгу Российской Федерации и Красную книгу Волгоградской области[7].
- Приказом комитета природных ресурсов и охраны окружающей среды администрации Волгоградской области от 21.12.2011 № 900/01 в перечень растений, занесённых в Красную книгу Волгоградской области внесена Селитрянка Шобера — Nitraria schoberi L.

2012
- Проведено два заседания Комиссии по редким и находящимся под угрозой исчезновения видов животных, растений и других организмов и одно заседание секции по объектам растительного мира Комиссии, на которых обсуждались вопросы подготовки Красной книги Волгоградской области, том 1 «Животные» к переизданию[9].
- Сформирован обновлённый перечень видов животных, занесенных в Красную книгу Волгоградской области[9].
- Сформирован обновлённый перечень видов, являющихся объектами мониторинга на территории Волгоградской области[9].

2017
- Обновлёны Положение о порядке ведения Красной книги[10] и перечни видов животных, растений и других организмов[11][12].

## Категории
Категории статуса редкости видов (подвидов, популяций), занесённых в Красную книгу Волгоградской области, определяются по следующим шкалам:
| Животные                                              | Животные |
| Категория                                             | Описание |
| ----------------------------------------------------- | --- |
| 0 — Вероятно исчезнувшие                              | Виды, обитавшие на территории (акватории) Волгоградской области, нахождение которых в природе не подтверждено (для беспозвоночных животных — в последние 100 лет, для позвоночных — в последние 50 лет).                                                            |
| 1 — Находящиеся под угрозой исчезновения              | Виды, численность и/или распространение которых уменьшились до критического уровня таким образом, что в ближайшее время они могут исчезнуть. |
| 2 — Сокращающиеся в численности и/или распространении | Виды с неуклонно сокращающимися численностью и/или распространением, которые при дальнейшем воздействии лимитирующих факторов могут перейти в категорию «находящиеся под угрозой исчезновения» или «вероятно исчезнувшие».                                          |
| 3 — Редкие                                            | Виды с естественной низкой численностью, или распространены на ограниченной территории (акватории), или спорадично распространены на значительных территориях (акваториях), но имеют малую численность.                                                             |
| 4 — Неопределенные по статусу                         | Виды, которые, вероятно, относятся к одной из предыдущих категорий, но достаточных сведений об их состоянии в природе в настоящее время нет, либо они не в полной мере соответствуют критериям иных категорий.                                                      |
| 5 — Восстанавливаемые и восстанавливающиеся           | Виды, численность и распространение которых под воздействием естественных причин или в результате принятых мер начали восстанавливаться и приближаются к состоянию, когда в срочных мерах охраны и воспроизводства, в том числе искусственного, нуждаться не будут. |

| Растения и другие организмы                 | Растения и другие организмы |
| Категория                                   | Описание, подкатегории |
| ------------------------------------------- | --- |
| 00 — Исчезнувшие                            | Виды, ранее известные на территории (акватории) Волгоградской области и не встреченные там в последние 50 лет. |
| 0 — Вероятно исчезнувшие                    | Виды, ранее известные на территории (акватории) Волгоградской области, сведения о единичных встречах особей которых в природе имеют 25—50-летнюю давность. |
| 1 — Находящиеся под угрозой исчезновения    | - а) Виды, численность особей которых уменьшилась до такого уровня или число их местонахождений настолько сократилось, что в ближайшее время они могут исчезнуть; - б) виды, практически исчезнувшие, но отдельные встречи особей которых в природе известны в последние 25 лет; - в) виды, в силу крайне низкой численности и/или узости ареала или крайне ограниченного числа местонахождений находящиеся в состоянии высокого риска утраты. |
| 2 — Сокращающиеся в численности             | Виды с неуклонно сокращающейся численностью, которые при дальнейшем воздействии факторов, снижающих численность, могут в короткие сроки попасть в категорию «находящиеся под угрозой исчезновения»: - а) виды, численность которых сокращается в результате изменения условий существования или разрушения местообитаний; - б) виды, численность которых сокращается в результате чрезмерного использования их человеком и может быть стабилизирована специальными мерами охраны (лекарственные, пищевые, декоративные и другие растения). |
| 3 — Редкие                                  | Виды с естественной низкой численностью, встречающиеся на ограниченной территории (акватории) или спорадически распространенные на значительных территориях (акваториях), для выживания которых необходимо принятие специальных мер охраны: - а) узкоареальные эндемики; - б) имеющий значительный ареал, в пределах которого встречаются спорадически и с небольшой численностью популяций; - в) имеющие узкую экологическую приуроченность, связанные со специфическими условиями произрастания (выходами известняков или других пород, засоленными почвами, литоральными местообитаниями и другими); - г) имеющие значительный общий ареал, но находящиеся в пределах Волгоградской области на границе распространения; - д) имеющие ограниченный ареал, часть которого находится на территории Волгоградской области. |
| 4 — Неопределенные по статусу               | Виды, которые, вероятно, относятся к одной из предыдущих категорий, однако достаточных сведений об их состоянии в природе в настоящее время нет либо они не в полной мере соответствуют критериям других категорий, но нуждаются в специальных мерах охраны. |
| 5 — Восстанавливаемые и восстанавливающиеся | Виды, численность и область распространения которых под воздействием естественных причин или в результате принятых мер охраны начали восстанавливаться и приближаться к состоянию, когда не будут нуждаться в специальных мерах по сохранению и восстановлению. |
| 6 — Вне опасности                           | Виды, занесённые в Красную книгу Российской Федерации, которым на территории Волгоградской области исчезновение не угрожает. |

## Списки видов
Животные (143 вида)
- Медицинская пиявка (Hirudo medicinalis)

- Фредерицелла султана (Fredericella sultana var. jordanica Annandale, 1913)

- Толстая перловица (Crassiana crassa Philipsson, 1788)

- Хироцефалус хоррибилис (Chirocephalus horribilis S. Smimov, 1932)
- Щитень летний — Triops cancriformes Bosc, 1801
- Танимастикс прудовый — Tanymastix stagnalis Linneus, 1758
- Стрептоцефал грозноногий — Streptocephalus torvicornis Waga, 1842
- Бранхинекта маленькая — Branchinecta minuta S.Smimov, 1948

- Пёстрый скорпион (Mesobuthus eupeus C.L. Koch, 1839)

- Дозорщик-император (Anax imperator)
- Боливария короткокрылая
- Дыбка степная (Saga pedo)
- Жужелица Щеглова
- Жужелица окаймлённая
- Жужелица венгерская
- Красотел пахучий (Calosoma sycophanta)
- Блетиза Эшшольтца
- Жук-олень (Lucanus cervus)
- Кравчик длинноногий
- Афодий двупятнистый (Aphodius bimaculatus)
- Бронзовка гладкая (Netocia aeruginosa)
- Щелкун ржаво-красный
- Пурпуриценус будензис
- Корнегрыз краснолобый
- Омиас бородавчатый
- Острокрылый слоник (Euidosomus acuminatus)
- Четырёхпятнистый стефаноклеонус (Stephanocleonus tetragrammus)
- Аскалаф пёстрый (Libelloides macaronius)
- Аптерогина волжская
- Крупный парнопес
- Андрена белопятнистая
- Андрена изящная
- Камптопеум фризе
- Пчела-плотник (Xylocopa valga)
- Шмель армянский (Bombus armeniacus)
- Шмель степной
- Мегахила белолапая
- Пестрянка юго-восточная
- Медведица-госпожа (Callimorpha dominula)
- Лента орденская малиновая
- Лента орденская голубая
- Акантолипес брусковый
- Аконтия урания
- Аконтия титания
- Эублемма пурпурная
- Капюшонница великолепная
- Перифанес шпорниковая
- Миктероплюс пурпурный
- Шелкопряд одуванчиковый
- Павлиноглазка малая (Saturnia pavonia)
- Бражник-прозерпина
- Голубянка римн
- Люцина (Hamearis lucina)
- Зорька зегрис
- Мнемозина (Parnassius mnemosyne)
- Поликсена (Zerynthia polyxena)
- Махаон обыкновенный (Papilio machaon)

- Каспийская минога (Caspiomyzon wagneri)
- Украинская минога (Eudontomyzon mariae)

- Шип (Acipenser nudiventris)
- Стерлядь (Acipenser ruthenus)
- Азовская белуга ()
- Волжская сельдь (Волжская сельдь)
- Белорыбица (Stenodus leucichthys)
- Русская быстрянка (Alburnoides bipunctatus rossicus)
- Черноморская шемая ()
- Гольян обыкновенный ()
- Вырезуб (Rutilus frisii frisii)
- Обыкновенный подкаменщик ()

- Полоз желтобрюхий (Coluber caspius)
- Полоз четырёхполосый ()
- Гадюка Никольского (Vipera nikolskii)
- Круглоголовка-вертихвостка ()

- Малая поганка (Podiceps ruficollis)
- Розовый пеликан (Pelecanus onocrotalus)
- Кудрявый пеликан (Pelecanus crispus)
- Жёлтая цапля (Ardeola ralloides)
- Колпица (Platalea leucorodia)
- Каравайка (Plegadis falcinellus)
- Белый аист (Ciconia ciconia)
- Чёрный аист (Ciconia nigra)
- Краснозобая казарка (Branta ruficollis)
- Пискулька (Anser erythropus)
- Мраморный чирок (Marmaronetta angustirostris)
- Белоглазая чернеть (Aythya nyroca)
- Савка (Aythya nyroca)
- Скопа (Pandion haliaetus)
- Обыкновенный осоед (Pernis apivorus)
- Степной лунь (Circus macrourus)
- Европейский тювик (Accipiter brevipes)
- Курганник (Buteo rufinus)
- Змееяд (Circaetus gallicus)
- Орёл-карлик (Aquila pennata)
- Степной орёл (Aquila nipalensis)
- Большой подорлик (Aquila clanga)
- Могильник (Aquila heliaca)
- Беркут (Aquila chrysaetos)
- Орлан-белохвост (Haliaeetus albicilla)
- Кречет (Falco rusticolus)
- Балобан (Falco cherrug)
- Сапсан (Falco peregrinus)
- Степная пустельга (Falco naumanni)
- Тетерев (Lyrurus tetrix)
- Серый журавль (Grus grus)
- Красавка (Anthropoides virgo)
- Дрофа (Otis tarda)
- Стрепет (Tetrax tetrax)
- Авдотка (Burhinus oedicnemus)
- Каспийский зуёк (Charadrius asiaticus)
- Кречетка (Vanellus gregarius)
- Ходулочник (Himantopus himantopus)
- Шилоклювка (Recurvirostra avosetta)
- Кулик-сорока (Haematopus ostralegus)
- Большой кроншнеп (Numenius arquata)
- Большой веретенник (Limosa limosa)
- Степеная тиркушка (Glareola nordmanni)
- Черноголовый хохотун (Larus ichthyaetus)
- Черноголовая чайка (Ichthyaetus melanocephalus)
- Чеграва (Hydroprogne caspia)
- Малая крачка (Sterna albifrons)
- Филин (Bubo bubo)
- Средний дятел ()
- Чёрный жаворонок ()
- Серый сорокопут (Lanius excubitor)

- Русская выхухоль (Desmana moschata)
- Гигантская вечерница (Nyctalus lasiopterus)
- Мохноногий тушканчик ()
- Полуденная песчанка (Meriones meridianus)
- Перевязка (Vormela peregusna)

Растения, лишайники и грибы
- Нематоносток плетевидный (Nematonostoc flagelliforme)

- Хара нежная (Chara delicatula)

- Аномодон длиннолистный (Anomodon longifolius)
- Гомалотециум Филиппе (Homalothecium philippeanum)
- Энкалипта завитоплодная (Encalypta streptocarpa)
- Энтостодон венгерский (Entosthodon hungaricus)
- Фискомитриум песчаный (Physcomitrium arenicola)
- Таксифиллум Виссгрилли (Taxiphyllum wissgrillii)
- Псевдолескеелла кровельная (Pseudoleskeella tectorum)
- Ортотрихум плюсконосный (Orthotrichum cupulatum)
- Ортотрихум прозрачный (Orthotrichum diaphanum)
- Плагиотециум вогнутолистный (Plagiothecium cavifolium)
- Политрихум длинноножковый (Polytrichum longisetum)
- Гировайссия тонкая (Gyroweisia tenuis)
- Гименостилиум косоклювый (Hymenostylium recurvirostrte)
- Синтрихия промежуточная (Syntrichia intermedia)
- Синтрихия зеленеющая (Syntrichia virescens)
- Зелигерия известняковая (Seligeria calcarea)
- Тетрафис прозрачный (Tetraphis pellucida)

- Костенец постенный (Asplenium ruta-muraria)
- Щитовник гребенчатый (Dryopteris cristata)
- Марсилия щетинистая
- Страусник обыкновенный (Matteuccia struthiopteris)
- Ужовник обыкновенный

- Плаунок заливаемый (Lycopodiella inundata)
- Плаун булавовидный (Lycopodium clavatum)

- Можжевельник казацкий (Juniperus sabina)

- Селитрянка Шобера (Nitraria schoberi)
- Лук голубой
- Лук привлекательный (Allium delicatulum)
- Лук индерский (Allium inderiense)
- Лук регелевский (Allium regelianum)
- Пушистоспайник длиннолистный (Eriosynaphe longifolia)
- Барвинок травянистый (Vinca herbacea)
- Винцетоксикум промежуточный
- Спаржа Палласа
- Тысячелистник Биберштейна
- Пупавка Корнух-Троцкого
- Полынь беловойлочная (Artemisia hololeuca)
- Полынь солянковидная (Artemisia salsoloides)
- Василёк Гербера
- Василёк Талиева
- Василёк Донской
- Кузиния астраханская
- Солонечник узколистный
- Солонечник растопыренный
- Наголоватка меловая
- Наголоватка Ледебура
- Горькуша (соссюреа) солончаковая
- Козелец клубненосный
- Крестовник малолистный
- Крестовник Швецова
- Серпуха донская
- Тахтаджянианта крошечная
- Медуница мягкая
- Клаусия солнцепечная
- Катран шершавый

- Катран татарский (Crambe tataria)
- Рогачка меловая
- Желтушник меловой
- Клоповник воронцелистный
- Клоповник Мейера
- Левкой душистый

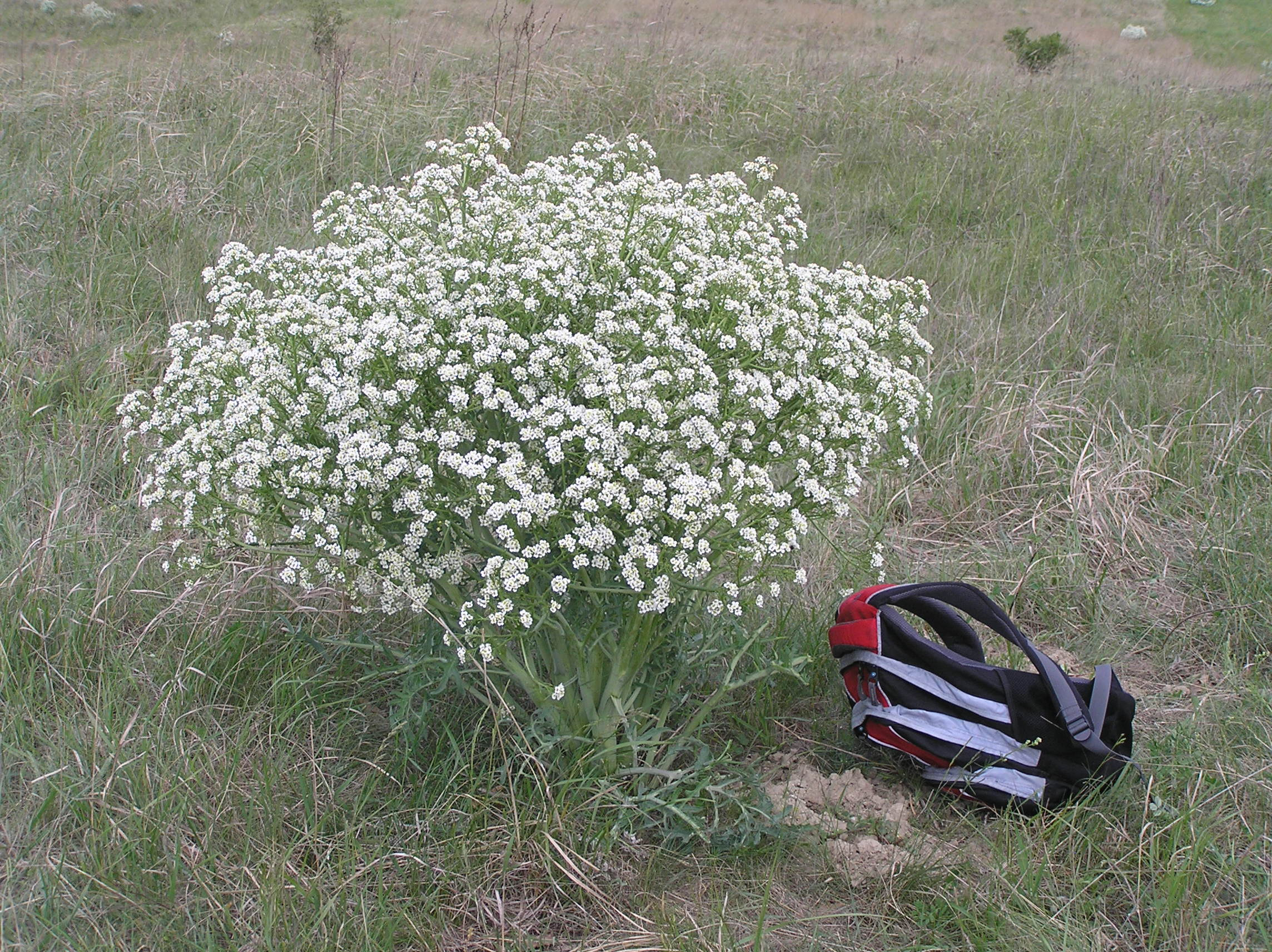
Катран татарский

- Крупноплодник большеплодный
- Шиверекия подольская
- Болотник бахромчатый
- Болотник заволжский
- Колокольчик чесночницелистный
- Колокольчик рапунцель (Campanula rapunculus)
- Гвоздика Евгении
- Пустынница Корина
- Дрёма широколистная
- Смолёвка меловая (Silene cretacea)
- Смолёвка Гельмана
- Роголистник донской
- Очиток шиловидный
- Молодило русское
- Тиллея Вайяна

- Осока сближенная (Carex appropinquata)
- Осока Арнелла
- Осока низкая (Carex humilis)
- Осока блестящеплодная
- Ворсянка Гмелина
- Альдрованда пузырчатая (Aldrovanda vesiculosa)

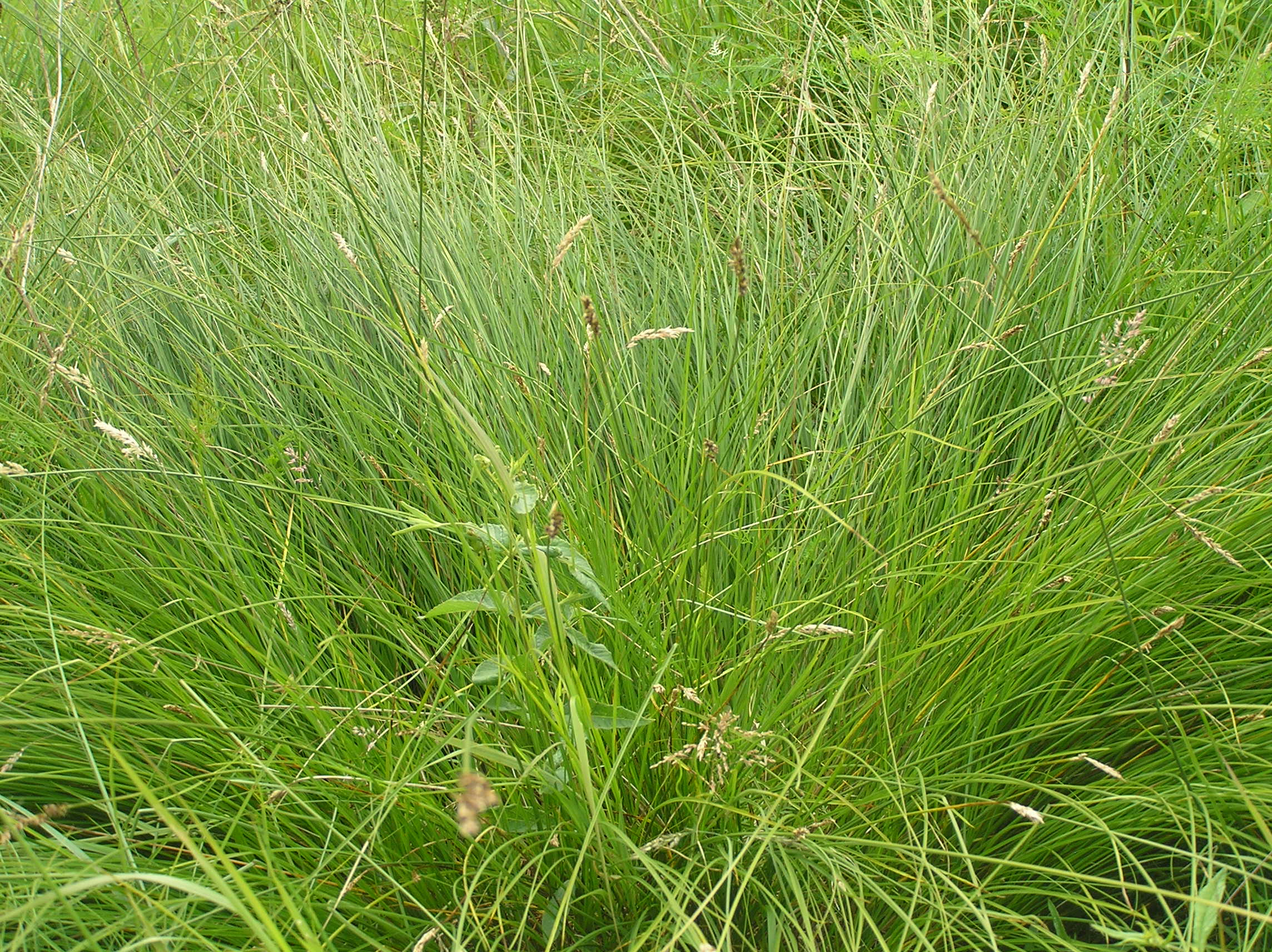
Осока сближенная

- Повойничек трёхтычинковый
- Астрагал шерстистоцветковый (Astragalus dasyanthus)
- Астрагал ложнотатарский
- Астрагал пушистоцветковый
- Астрагал изогнутый
- Астрагал сетчатый
- Астрагал донской
- Майкараган волжский
- Дрок раскидистый
- Дрок донской
- Солодка Коржинского
- Копеечник Биберштейна
- Копеечник меловой
- Копеечник крупноцветковый
- Копеечник украинский
- Люцерна сетчатая
- Горечавка крестовидная
- Бельвалия сарматская
- Гиацинтик светло-голубой
- Гадючий лук (Мускари) незамеченный (Muscari neglectum)
- Шпажник (Гладиолус) тонкий (Gladiolus tenuis)
- Касатик (Ирис) безлистный (Iris aphylla)
- Касатик (Ирис) карликовый (Iris pumila)
- Касатик (Ирис) перепончатый (Iris scariosa)
- Касатик (Ирис) тонколистный (Iris tenuifolia)
- Иссоп меловой
- Шлемник приземистый
- Рябчик русский (Fritillaria ruthenica)
- Тюльпан Геснера (Шренка) (Tulipa gesneriana)
- Гониолимон высокий
- Гониолимон злаколистный
- Курмек Бунге
- Дербенник ленецевидный
- Алтей бруссонециелистный (Althaea broussonetiifolia)
- Брандушка разноцветная
- Безвременник яркий (Colchicum laetum)
- Пальчатокоренник Фукса
- Пальчатокоренник мясокрасный
- Дремлик тёмно-красный (Epipactis atrorubens)
- Дремлик широколистный, или морозниковый (Epipactis helleborine)
- Дремлик болотный
- Ятрышник клопоносный
- Ятрышник шлемоносный (Orchis militaris)
- Ятрышник болотный
- Любка двулистная (Platanthera bifolia)
- Любка зелёноцветковая (Platanthera chlorantha)
- Заразиха прелестная
- Заразиха голубая
- Заразиха Келлера
- Пион тонколистный
- Житняк Литвинова
- Борискеллера тростникововидная
- Двутычинница двутычинковая
- Пырей иневатый
- Пырей ковылелистный
- Овсяница волжская
- Овсец Шелля
- Тонконог (Келерия) жестколистный (Koeleria sclerophylla)
- Тонконог (Келерия) Талиева (Koeleria talievii)
- Ковыль незаметный
- Ковыль меловой
- Ковыль опушённолистный
- Ковыль перистый (Stipa pennata)
- Ковыль красивейший (Stipa pulcherrima)
- Ковыль Залесского (Stipa zalesskii)
- Цингерия Биберштейна (Zingeria biebersteiniana)
- Рдест остролистный
- Рдест хакасский
- Рдест туполистный
- Первоцвет весенний (Primula veris)
- Адонис, Горицвет весенний (Adonis vernalis)
- Ломонос цельнолистый
- Ломонос чинолистный
- Ломонос восточный (Clematis orientalis)
- Ломонос прямой (Clematis recta)
- Живокость клиновидная
- Живокость сетчатоплодная (Delphinium dictyocarpum)
- Живокость пунцовая
- Живокость Сергея
- Прострел раскрытый (сон-трава) (Pulsatilla patens)
- Прострел луговой (Pulsatilla pratensis)
- Лютик длиннолистный
- Кизильник алаунский
- Спирея Литвинова
- Ясменник сероплодный
- Руппия трапанинская
- Мытник вздуточашечный
- Норичник меловой
- Водяной орех плавающий (рогульник, чилим) (Trapa natans)
- Альтения нитевидная

- Аспицилия съедобная
- Цетрария степная
- Флавопунктелия соредиозная
- Меланелия северная
- Неофусцелия неровная
- Ксантопармелия псевдовенгерская
- Торнабея щитконосая
- Рамалина головчатая
- Рамалина ясеневая
- Дерматокарпон матово-красный

- Сморчок степной
- Шампиньон таблитчатый (Agaricus tabularis)
- Баттарреа веселковая (Battarrea phalloides)
- Гиропор каштановый (Gyroporus castaneus)
- Земляная звезда бородавчатая
- Мириостома дырчатая
- Порховка дакотская
- Феллориния геркулесовая
- Тулостома Джиованелла

## Красная книга почв
В 2006 году вышла книга «Редкие и исчезающие почвы природных парков Волгоградской области». Книга задумана как первый этап программы по выпуску «Красной книги почв Волгоградской области» и не имеет юридической силы. В настоящий момент в России нет ни одной Красной книги почв, имеющей юридическую силу. В книге представлены материалы по почвам семи природных парков региона. До Волгоградской области, такие книги были изданы только в Республике Калмыкия и в Оренбургской области.
В составе перечня природоохранных мероприятий на 2009 год, утверждённого постановлением главы Администрации от 26 декабря 2008 № 177, были обозначены «разработка нормативно-методических материалов по ведению Красной книги Волгоградской области, а также по учреждению и ведению Красной книги почв Волгоградской области».
Приказом комитета природных ресурсов и охраны окружающей среды от 27 января 2010 года № 56/01 утверждено положение о комиссии по редким и находящимся под угрозой исчезновения почвам Волгоградской области.

### Информация о краснокнижных растениях
- Редкие и охраняемые растения Волгоградской области на сайте red-book.narod.ru
- Растения красной книги Волгоградской области (недоступная ссылка) на сайте lyceum8.ru
- Растения Красной книги Волгоградской области (описания таксонов и подборки фотографий) на сайте plantarium.ru

### Приказы и нормативные акты
- Постановление от 13 октября 2004 года № 981 «О Красной книге Волгоградской области».
- ПОЛОЖЕНИЕ О КОМИТЕТЕ ОХРАНЫ ОКРУЖАЮЩЕЙ СРЕДЫ И ПРИРОДОПОЛЬЗОВАНИЯ ВОЛГОГРАДСКОЙ ОБЛАСТИ.
- Приказ от 14 декабря 2010 года № 824/01 «Об утверждении перечней видов животных, растений и других организмов, занесенных в Красную книгу Волгоградской области, и перечней видов животных, растений и других организмов, являющихся объектами мониторинга на территории Волгоградской области».
- О внесении изменений в приказ Комитета природных ресурсов и охраны окружающей среды Администрации Волгоградской области от 14 декабря 2010 г. N 824/01 «Об утверждении перечней видов животных, растений и других организмов, занесенных в Красную книгу Волгоградской области, и перечней видов животных, растений и других организмов, являющихся объектами мониторинга на территории Волгоградской области»